# Aage Justesen
Aage Justesen (18 januar 1918 i København- 1986 i Zürich, Schweiz) var en dansk grafiker og skøjteløber. Han nåede sine bedste resultater i årene før 2.verdenskrig, men gjorde comeback efter at han ikke havde konkurreret i syv år og var i 1948, sammen med Per Cock-Clausen, Danmarks første repræsenteret ved Vinter-OL i St. Moritz, hvor han blev nummer 29 på 500 meter i hurtigløb på skøjter med tiden 46,4.
Justesen var bosat i Schweiz og var medlem af ZSC Lions i Zürich.

## Personlige rekorder
- 500 meter: 45,1 (1940)
- 1500 meter: 2:40,4 (1937)
- 5000 meter: 9:24,8 (1939)